# Chiens égarés
Pour plus de détails, voir Fiche technique et Distribution.
Chiens égarés (Sag-haye velgard) est un film iranien réalisé par Marzieh Makhmalbaf, sorti en 2004.

## Synopsis
Deux enfants dont les parents sont emprisonnés (leur père au camp de Guantánamo et leur mère pour « adultère ») se battent pour leur survie en Afghanistan.

## Fiche technique
- Titre : Chiens égarés
- Titre original : Sag-haye velgard
- Réalisation : Marzieh Makhmalbaf
- Scénario : Marzieh Makhmalbaf
- Musique : Mohammad Reza Darvishi
- Photographie : Ebrahim Ghafori et Maysam Makhmalbaf
- Montage : Mastaneh Mohajer
- Production : Maysam Makhmalbaf
- Société de production : Makhmalbaf Productions et Wild Bunch
- Société de distribution : BAC Films (France)
- Pays :  Iran,  France et  Afghanistan
- Genre : frame
- Durée : 93 minutes
- Dates de sortie : 
  -  Italie : 8 septembre 2004 (Mostra de Venise)
  -  France : 15 juin 2005

## Distribution
- Gol-Ghotai : Gol-Ghotai
- Zahed : Zahed
- Agheleh Rezaie : la mère
- Sohrab Akbari : Atef le garde

## Accueil
Gaël Golhen pour Première estime que le film « évite le misérabilisme pour un onirisme entêtant et décrit la balade surréaliste, proche du fantastique ».